# Nomia seyrigi
Nomia seyrigi là một loài Hymenoptera trong họ Halictidae. Loài này được Benoist mô tả khoa học năm 1964.